# Hanseniella ruwenzorii
Hanseniella ruwenzorii är en mångfotingart som först beskrevs av Filippo Silvestri 1907.  Hanseniella ruwenzorii ingår i släktet syddvärgfotingar, och familjen snabbdvärgfotingar. Inga underarter finns listade i Catalogue of Life.